# جنگل زوکا
جنگل زوکا (به لاتین: Zoka Forest) یک جنگل در اوگاندا است که در Adjumani District, Northern Region, Uganda واقع شده‌است.